# 查理八世 (法兰西)
（和蔼的）查理八世（法語：Charles VIII l'Affable，1470年6月30日—1498年4月7日）是法国瓦卢瓦王朝嫡系的最后一位国王（1483年－1498年在位）。在位期間，他將王國財富與貴族精力，都投入在義大利的無益冒險，其七年的親政生涯對法國可說是弊多於利。

## 生平
查理八世是“蜘蛛国王”路易十一和萨伏依的夏洛特活到成年的独子，生于安布瓦城堡。在查理年幼时，他的姐姐法兰西的安妮与姐夫波旁公爵皮埃尔二世是他的摄政，在1485年發生了一場名叫瘋狂戰爭的戰爭，雙方為法國王室和鄰近的敵人及叛亂的領主們。1491年在姐姐安妮的安排下，21歲的查理與布列塔尼的安妮結婚，讓布列塔尼公國以聯姻方式永遠併入了法國；同年安妮的攝政結束，查理開始親政治國。
1493年，為了達成他遠征義大利的夢想，查理八世不惜代價與所有法國鄰近的敵人講和：他与阿拉贡国王费尔南多二世签署巴塞罗那条约，将鲁西永和塞尔达涅两地割让给西班牙；將阿圖瓦和弗朗什-孔泰還給奧地利大公兼神聖羅馬皇帝馬克西米連一世；向英王亨利七世支付了75萬埃居的金幣，換取英軍從濱海布洛涅退兵。查理的講和不是出於對危險的恐懼，也不是因為他愛好和平，相反他是為了遠征義大利，不希望這些鄰國對手綁住他的手腳。
查理八世表现出空前的野心與宏大理想，正如他的父親路易十一和姊姊安妮熱愛權力一樣。他企图控制意大利、奪取那不勒斯王國，未來還希望奪取米蘭公國，结果使法国卷入了长达半个世纪的意大利战争，這帶給法國無窮的災禍、危及瓦卢瓦王朝的命運。
1494年，查理八世以王位继承人资格进入意大利，1495年即攻占那不勒斯并加冕为那不勒斯国王。他的行动遭到教皇亚历山大六世、威尼斯、米兰及神圣罗马帝国皇帝马克西米连一世和阿拉贡的让费尔南多的联合反对。在福尔诺沃战役中，法军雖然勝利，但還是被迫撤出義大利，查理八世被迫于1495年底退出意大利。他后来又制订了征服意大利的计划，但因英年早逝未得成行。
马基雅弗里在他的君王论及佛罗伦萨史裡，把查理八世视为给意大利带来一系列入侵的灾星。
查理八世和妻子布列塔尼的安妮在1491年结婚，他们的子女如下：
- 查理-奥兰多（1492-1495），第十二代法国王太子
- 未命名的儿子（1493）
- 未命名的女儿（1494）
- 未命名的孩子（1494）
- 查理（1496），第十三代法国王太子
- 弗朗索瓦（1497），第十四代法国王太子
- 安妮（1498）

## 年表
1495年7月6日，查理八世的军队同意大利北部封建国家的军队在福尔诺沃进行福爾諾沃戰役。法军依靠野战炮兵的优势，取得会战的胜利。